# Real Book
El Real Book (anomenat així per al·lusió humorística als Fake books dels anys 1940 i 1950) és un llibre que reuneix una gran quantitat d'estàndards de jazz. En origen aquest terme es referia al primer volum d'una sèrie, transcrit i recopilat pels estudiants del Berklee College of Music durant la dècada de 1970. Hi havia tres edicions del Real Book. Els volums 1 i 2 eren manuscrits, mentre que el tercer fou tipografiat a l'ordinador.
Les oposicions de Steve Swallow, Paul Bley i Chick Corea estan molt representades a The Real Book amb estàndards de jazz i composicions de jazz clàssic. Aquestes eren les cançons que més es van tocar a Boston a principis dels anys setanta quan es va escriure el llibre. Quan se li va preguntar a Swallow sobre l'origen el febrer de 2018, va dir que el llibre va ser escrit per estudiants de Berklee que volia guanyar diners. Van demanar permís per utilitzar algunes de les seves cançons i ell va acceptar. Swallow va preguntar a Bley i Steve Kuhn si volien que s'incloguessin algunes de les seves cançons, i ho van fer; així que tots van aportar fulls de plom. Swallow va ajudar breument amb l'edició.
| «                | Llavors vaig veure com aquests nois per fi reunien el llibre. Un d'ells tenia un manuscrit preciós que posteriorment es va convertir en clàssic: s'anomena font Real Book i imita amb una precisió extraordinària la seva mà. Va passar a ser un gran copista musical a Hollywood... La ironia és que poc després de sortir el llibre, algunes altres persones es van adonar que el podien fotocopiar i vendre ells mateixos, i els dos nois que van fer tota la feina. i reunir el llibre va guanyar molts menys diners dels que esperaven perquè hi havia Llibres reals d'imitació gairebé immediatament... El llibre real era imperfecte; hi va haver una Progressió harmònica equivocada, però era molt més precís que el que existia anteriorment. I també, era molt més llegible; era fàcil de llegir." | » |
| — Steve Swallow, | |   |

Els primers Real Book eren il·legals, ja que no pagaven els drets d'autor per les partitures que contenien. El 2004, Hal Leonard va publicar una edició amb llicència, que paga els drets autors de les cançons.
El Real Book s'ha convertit en un recurs indispensable per a qualsevol aspirant a músic de jazz. També és molt convenient per als músics professionals treballar en el " Book " (El Llibre), ja que està disponible en diferents edicions per adaptar-se als instruments en Sib, Mib, a més del to de referència.
En l'actualitat alguns altres editors de música també apliquen el terme Real Book a les seves publicacions - per exemple, l'Associated Board of the Royal Schools of Music publica l'AB Real Book. Alfred Publishing Co té també tres Real Book.